# Bình quân trọng số
Bình quân trọng số (hay trung bình cộng có trọng số hay số bình quân gia quyền) của một tập là giá trị trung bình cộng có phản ánh tầm quan trọng của các phần tử (hay giá trị quan sát) trong tập giá trị đó. Mỗi một giá trị quan sát sẽ được gắn một trọng số. Trong Hoạt động thống kê, trung bình cộng có trọng số (bình quân trọng số) hay được dùng để tính toán các chỉ số. Công thức tính trung bình cộng có trọng số là:
{\displaystyle {\bar {x}}={\frac {w_{1}x_{1}+w_{2}x_{2}+\cdots +w_{n}x_{n}}{w_{1}+w_{2}+\cdots +w_{n}}}.}
hay 
{\displaystyle {\bar {x}}={\frac {\sum _{i=1}^{n}w_{i}x_{i}}{\sum _{i=1}^{n}w_{i}}},}
Trong đó x1, x2,... xn là các phần tử trong tập, và w1, w2,..., wn là các trọng số tương ứng của từng phần tử, i là thứ tự i của phần tử hoặc trọng số trong khoảng từ 1 đến n.